# Minthea obsita
Minthea obsita es una especie de escarabajo de la pólvora del género Minthea, categorizada en la tribu Lyctini, de la familia Bostrichidae. Fue descrita por Wollaston en 1867.

## Distribución
Se distribuye por África: Madagascar, Europa: Austria y América del Norte: Estados Unidos de América.